# Rihei Tomišige

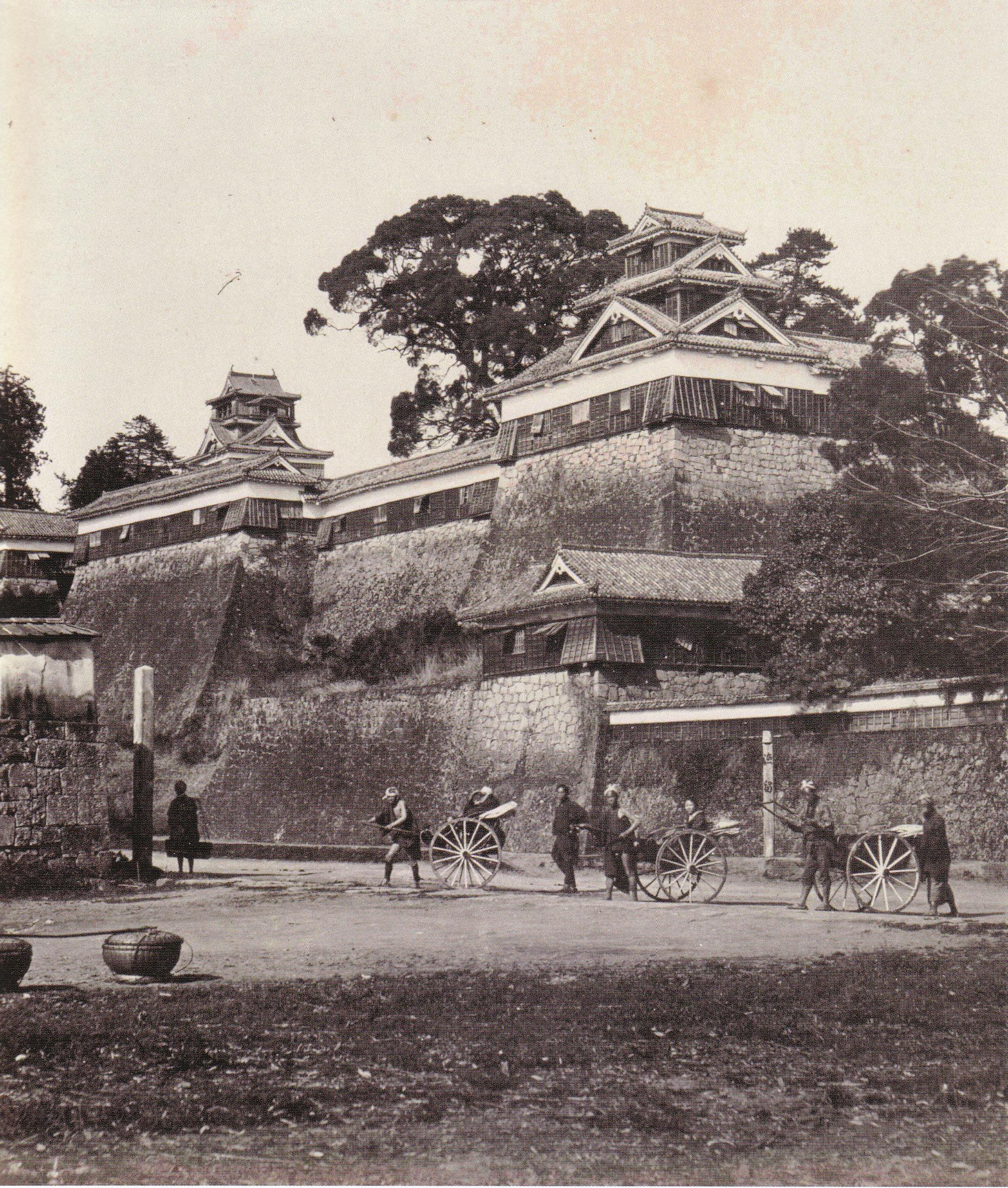
Hrad Kumamoto, fotografie z roku 1874, ještě před zničením vojskem Takamoriho Saigóa

Rihei Tomišige (富重 利平, 19. května 1837 Janagawa – 7. února 1922 Kumamoto) byl významný japonský fotograf aktivní na konci 19. a počátku 20. století. Byl průkopníkem fotografování na mokrou kolodiovou desku v Japonsku a byl známý svými velkoformátovými albumenovými krajinami. Tomišige je zvláště známý na ostrově Kjúšú.

## Životopis
V roce 1854 Tomišige opustil své rodné město Janagawa a odjel do Nagasaki, kde začal svou kariéru jako obchodník. Když se tato kariéra ukázala jako neúspěšná, v roce 1862 se stal učněm u Kameji Tokudžiróa, místního raného fotografa. Později téhož roku Kameja opustil Nagasaki a otevřel si fotografické studio v Kjótu, takže Tomišige pokračoval ve fotografických studiích pod Uenem Hikomou. Mezi nimi vzniklo přátelství na celý život. V roce 1866 se Tomišige vrátil do Janagawy, kde si otevřel vlastní fotografické studio, ale podnikání nebylo úspěšné, takže v letech 1868–1869 znovu pracoval pod Kamejou jako učeň v Nagasaki.
V roce 1870 se Tomišige rozhodl přestěhovat do Tokia, ale skončil v Kumamotu, kde si otevřel studio; pravděpodobně první ve městě. Místní vojenská posádka ho pověřila fotografováním hradu Kumamoto. Fotografie z této zakázky se staly obzvláště významnými, protože hrad byl zničen při povstání Satsuma v roce 1877 a Tomišigeho snímky jsou jedny z mála, které ukazují strukturu před jejím zničením. Během povstání nespokojených samurajů byl hrad obléhán vojskem Takamoriho Saigóa, které se však muselo po 53 dnech stáhnout. Během obléhání zničil požár hlavní hradní věž a další části hradu. Nicméně 13 staveb hradního komplexu této zkáze ušlo a zůstalo nepoškozeno. Dnes nesou označení významný kulturní statek.
Tomišigeho studio bylo zničeno při stejné příležitosti, ale postavil jej znovu v následujícím roce. Pozoruhodné je, že studio pokračuje dodnes (2020) a provozují ho jeho potomci. Ke 130 letům své existence studio v roce 1993 spolupracovalo na výstavě v Uměleckém muzeu Kumamoto (Kumamoto Kenricu Bidžucukan) a doprovodném katalogu Tomišige šašindžo no 130-nen.
Tomišige byl nejoblíbenějším profesionálním fotografem v Kumamotu a mnoho vojáků a generálů se k němu přicházelo nechat vyfotografovat. Vikomt Tani Tateki a jeho štáb armády v Sacumském povstání byli fotografováni krátce po válce. Hrabě Nogi Maresuke požádal Tomišigeho, aby s ním tři dny fotografoval následky povstání, a Nogi za fotografie zaplatil. Fotografoval romanopisce Nacumeho Sósekiho, Hannah Riddellovou (která v Kumamotu postavila první nemocnici pro lepru), Nogiho Maresukeho (jednoho z nejslavnějších generálů v Japonsku), prince Kitaširakawu Jošihisa (který se pod Tomišigovým vedením učil fotografovat), vikomta Kawakamia Sórokua, Kodama Gentaróa a spisovatele Lafcadia Hearna.
Tomišige z Japonska posílal fotografie na různé mezinárodní soutěže včetně mezinárodní výstavy zdraví, která se konala v Drážďanech v Německu v roce 1911; v tomto případě použil jméno svého syna. Dílo bylo vystaveno v japonském pavilonu.
Fotografické Tomišigeho studio je dodnes (2020) stále aktivní a od roku 2010 ho spravuje jeho vnuk Rihei, 4. ředitel studia. 